# Hassell-Nationalpark
Der Hassell-Nationalpark (englisch Hassell National Park) ist ein 13 Quadratkilometer großer Nationalpark im Süden von Western Australia, Australien. Er befindet sich etwa 400 Kilometer südöstlich von Perth und 40 Kilometer nordöstlich von Albany. Als schmaler Streifen verläuft er auf einer Länge von 20 Kilometer an beiden Seiten entlang des South Coast Highway.
Die Vegetation, geprägt von sandigen, nährstoffarmen Böden, besteht hauptsächlich aus Heidegestrüpp und Malleesträuchern.